# Raimanso (Ort)
Raimanso (Raimaso) ist ein osttimoresischer Ort im Suco Liurai (Verwaltungsamt Aileu, Gemeinde Aileu).

## Geographie und Einrichtungen
Das Dorf Raimanso liegt im Süden der Aldeia Raimanso auf einer Meereshöhe zwischen 1000 m und 1500 m. Von Süden er erreicht den Ort eine Straße, die nach Hatu Makasak führt, wo sich die nächste Grundschule und eine medizinische Station befinden. Eine Abzweigung nach Osten führt nach Rairema (Aldeia Rairema) und weiter zur Überlandstraße von Aileu nach Maubisse.
Eine weitere kleine Straße führt in Richtung Nordwesten zum einen halben Kilometer entfernten Weiler Maurus Raen.